# Redoute York
La redoute York (anglais : York Redoubt) est une redoute protégeant l'entrée du havre d'Halifax (en). Construite en 1793, elle a servi plus de 150 ans. Elle a été désignée lieu historique national en 1962.